# Tovarîskîi Trud, Solone
Tovarîskîi Trud (în ucraineană Товариський Труд) este un sat în comuna Moprivske din raionul Solone, regiunea Dnipropetrovsk, Ucraina.

## Demografie
Componența lingvistică a localității Tovarîskîi Trud
     Ucraineană (91,67%)
     Rusă (8,33%)
Conform recensământului din 2001, majoritatea populației localității Tovarîskîi Trud era vorbitoare de ucraineană (91,67%), existând în minoritate și vorbitori de rusă (8,33%).